# Guddadahalli, Molakalmuru
Guddadahalli là một làng thuộc tehsil Molakalmuru, huyện Chitradurga, bang Karnataka, Ấn Độ.